# Autobus de Nijni Novgorod
Les autobus de Nijni Novgorod forment un réseau de transport routier de personnes couvrant la ville de Nijni Novgorod et ses alentours. Le réseau fait partie des différents réseaux de transports en commun de la ville avec son réseau express régional, son métro, son tramway, son trolleybus et son télécabine.

## Histoire

### Développement
Les premières lignes de bus à Gorki sont apparues en 1927, avec des Renault PN. Les itinéraires étaient Place Soviétique - Sormovo ; Place Soviétique  - Aérodrome et Place Soviétique - Molitovka. Mais en 1931, le réseau est supprimé à cause du vieillissement des véhicules. Ce n'est qu'en 1936, le réseau obtient des GAZ-03-30 de l'usine d'automobiles de Gorki, pouvant transporter 16 personnes à la fois.
Mais avec la Seconde Guerre mondiale, le réseau de bus est temporairement suspendu, car presque tous les véhicules sont mobilisés. Mais peu après la fin de celle-ci, le 1er juin 1945, le réseau est rouvert. Les lignes sont alors principalement de la Gare de Nijni Novgorod-Moscou à différents endroits de la ville (Avtozavod, Place Soviétique, Sormovo). Le réseau est très vite étendu, et le 1er janvier 1946, déjà 87 véhicules circulent sur le réseau.
En 1953, les premiers ZIS-155 (de) arrivent sur le réseau, pouvant transporter jusqu'à 50 personnes à la fois. Des lignes continuent à être ouverte, comme de Priokski à Sotsgorod, de la Place Soviétique à l'aéroport, de la Place Gorki à Pokhvalinski, et d'autres.
En 1959, des Ikarus-60 hongrois sont arrivés sur le réseau, pouvant accueillir jusqu'à 60 passagers, puis il y a eu des Ikarus-620. Au début des années soixante, il y avait 30 lignes de bus, dont une express vers l'aéroport. En 1990, le nombre de lignes expresses était passé à 15.

### Restructuration du réseau
Alors que le réseau de transports devenaient de plus en plus privé, avec l'apparition de marchroutkas doublant les lignes officielles, un nouveau schéma de transport a été introduit à Nijni Novgorod en juillet 2017. Les lignes de marchroutkas privés ont été supprimés, pour les remplacer par des publiques, mais où les anciens gérants privés pouvaient concourir aux appels d'offres de gestion de ces nouvelles lignes. De plus, les lignes de bus ont été modifiées pour aller vers des gares du RER, des stations de tramway ou vers les arrêts des principales lignes d'autobus, afin d'améliorer les correspondances. De surcroît, les lignes de bus suburbaines ont été séparées des lignes urbaines, les suburbaines devant désormais finir vers les gares routières et non plus sur des arrêts quelconques.
Ces changements n'ont pas été très bien accueillis, à la fois chez les gérants de lignes de marchroutkas mais aussi au sein de la population, avec des manifestations. Ces manifestations furent organisées par les gérants privés, et ils diffusèrent dans leurs marchroutkas de la propagande à l'encontre du schéma de transport. Des pétitions furent organisées, et quelques médias prirent leur parti. Des informations fausses ou manipulées furent diffusées, comme la suppression de 30 lignes de marchroutkas, sans préciser la création de 25 nouvelles lignes. La nouvelle grille des tarifs fut pointée du doigt pour l'augmentation des tarifs, en omettant l'apparition de tarifs préférentiels,.

## Lignes

### Lignes à 1 à 9
| No  | Date d'ouverture | Parcours                                                 | Parcours                     | Longueur | Fréquentation annuelle | Matériel | Exploitant |
| No  | Date d'ouverture | Terminus 1                                               | Terminus 2                   | Longueur | Fréquentation annuelle | Matériel | Exploitant |
| --- | ---------------- | -------------------------------------------------------- | ---------------------------- | -------- | ---------------------- | -------- | ---------- |
| A-1 | -                | Place de Minine et Pojarski                              | Côte d'Oka                   | -        | -                      | -        | -          |
| A-2 | -                | Académie (Université technique d'État de Nijni Novgorod) | Gare routière de Chcherbinki | -        | -                      | -        | -          |

## Matériel roulant

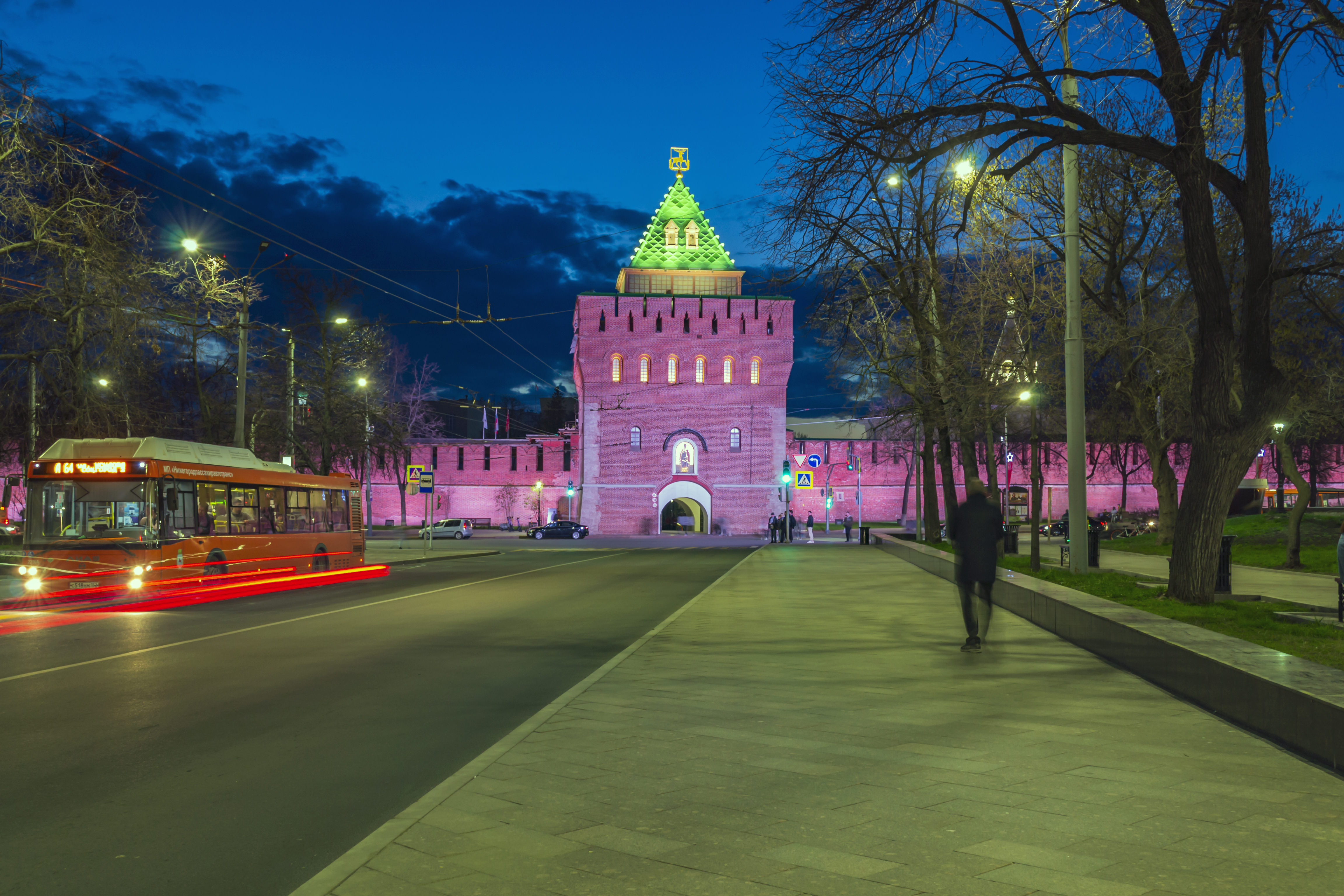
LIAZ-5292 devant le kremlin de Nijni Novgorod.

| Constructeur | Modèle           | Nombre | Numéros de parc | Année de mise en service | Observation |
| ------------ | ---------------- | ------ | --------------- | ------------------------ | ----------- |
| LIAZ         | LIAZ-5256        |        |                 |                          | -           |
| LIAZ         | LIAZ-5293        |        |                 |                          | -           |
| LIAZ         | LIAZ-5292        |        |                 |                          |             |
| LIAZ         | LIAZ-6213        |        |                 |                          | -           |
| MAZ          | MAZ-103          |        |                 |                          |             |
| Samotlor-NN  | Samotlor-NN-5295 |        |                 |                          | -           |
| PAZ (en)     | PAZ-3204         |        |                 |                          |             |

### Marchroutkas

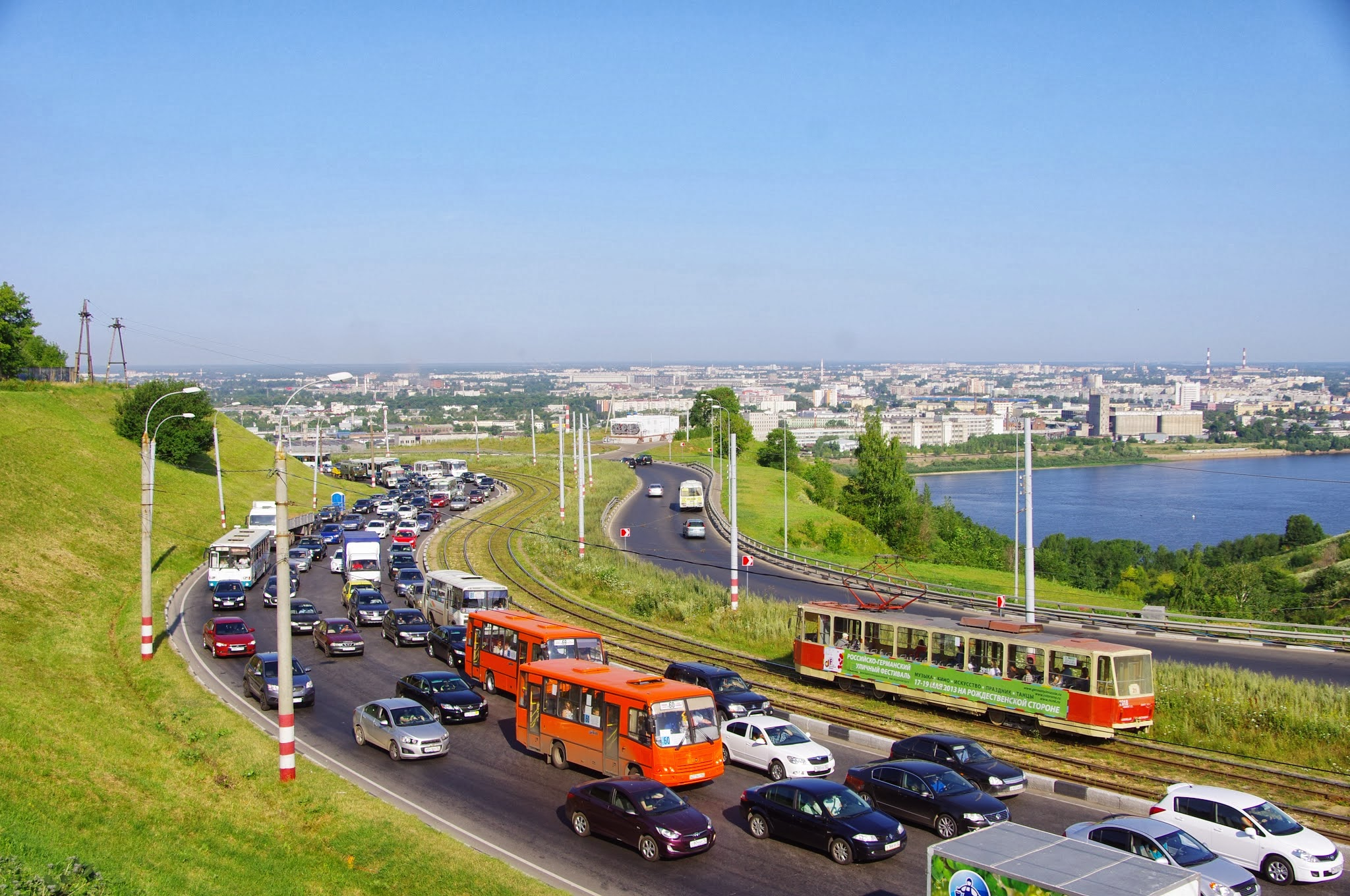
Des PAZ-3204 dans les bouchons.

| Constructeur | Modèle         | Nombre | Numéros de parc | Année de mise en service | Observation |
| ------------ | -------------- | ------ | --------------- | ------------------------ | ----------- |
| PAZ (en)     | PAZ-320302-12  |        |                 |                          |             |
| PAZ (en)     | PAZ-320402-05  |        |                 |                          |             |
| PAZ (en)     | PAZ-32054      |        |                 |                          |             |
| PAZ (en)     | PAZ-320414-04  |        |                 |                          |             |
| PAZ (en)     | PAZ-320435-04  |        |                 |                          |             |
| PAZ (en)     | PAZ-4234       |        |                 |                          |             |
| Hyundai      | Hyundai County |        |                 |                          |             |
| Ford         | Ford Transit   |        |                 |                          |             |